# Venus de Milo
La Afrodita de Milo (en griego, Αφροδίτη της Μήλου), más conocida como Venus de Milo, es una de las estatuas más representativas del periodo helenístico de la escultura griega, y una de las más famosas esculturas de la antigua Grecia. Fue creada en algún momento entre los años 130 a. C. y 100 a. C., y se cree que representa a Afrodita  (denominada Venus en la mitología romana), diosa del amor y la belleza; mide, aproximadamente, 2,11 m de alto.

## Hallazgo
La escultura fue hallada semienterrada en la isla de Milo (Cícladas), el 8 de abril de 1820 por el campesino Yórgos Kendrotás y vendida a Francia entre 1819 y 1820. Junto a la estatua se encontraron fragmentos de un antebrazo y de una mano que sostenía una manzana, posiblemente pertenecientes a los brazos originales.
En ese momento, Grecia estaba bajo el dominio del Imperio otomano. El oficial naval francés Jules Dumont d’Urville, durante una expedición, reconoció el valor de la obra y, con la intermediación de el embajador francés en Constantinopla gestionó la compra de la estatua para Francia.
El precio que el campesino pedía por la escultura era demasiado alto, y Dumont d'Urville  no llevaba el dinero suficiente, por lo que recurrió al embajador francés en Constantinopla, quien accedió a comprarla. Sin embargo, el campesino había acordado anteriormente venderla a los turcos, lo que causó un conflicto por la posesión de la estatua.
La Venus de Milo fue trasladada a París y presentada al Rey Luis XVIII en 1821, incorporándose posteriormente al Museo del Louvre, donde permanece actualmente.

## Características
La escultura fue realizada en mármol blanco, ensamblado en varios bloques cuya unión no es visible. Se desconoce su autor, pero se ha sugerido que pudiera ser obra de Alejandro de Antioquía. 
Esta escultura posee un estilo característico del final de la época helenística, que retoma el interés por los temas clásicos al tiempo que los renueva. El aspecto clasicista de sus formas hacen suponer que su autor se inspiró en la estatua del siglo IV a. C. de Lisipo, la Afrodita de Capua.

## Contexto

### Descubrimiento

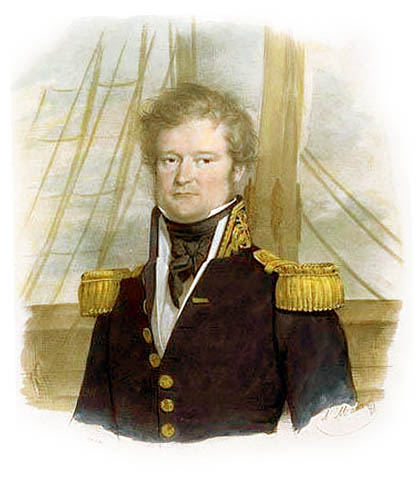
Jules Dumont D'Urville era un oficial naval, explorador y recolector botánico francés. Encontró la Venus de Milo en una expedición a las tierras turcas, donde, con apoyo del marqués de Riviere, la compraron para el Museo de Louvre.

La estatua se encontró semienterrada, en dos pedazos, el 8 de abril de 1820 en la isla egea de Milo, llamada también Melos, por un campesino llamado Yórgos Kendrotás. Cerca de la estatua se encontró un fragmento de un antebrazo y la mano con una manzana (en lengua griega, Μήλο significa literalmente manzana) y estos restos son considerados parte de sus brazos. Lo cierto es que no está claro si los brazos pudieron perderse después del hallazgo moderno de la escultura: Yórgos dejó una mitad de la Venus en el mismo lugar donde la había encontrado por no poder desenterrarla, pues su peso es de al menos 900 kilos, y la otra mitad la llevó al establo, ofreciendo en primer lugar la venta de la estatua a un clérigo ortodoxo.
En aquellos momentos, Grecia se encontraba aún bajo dominio del imperio otomano, y el clérigo griego contactó, para eludir a las autoridades turcas, con un oficial naval francés Jules Dumont D'Urville, quien enseguida reconoció el valor de la estatua y al parecer arregló con el clérigo una oscura compra del embajador francés en Constantinopla, el Marqués de Riviere. Esta es la versión oficial, aunque algunos historiadores apuntan a que la estatua salió de la isla por la fuerza, perdiendo los dos brazos al golpearse contra las rocas; sin embargo, también se dice que los turcos atacaron la embarcación y en la pelea la estatua perdió los brazos. Lo cierto es que después de algún trabajo de reparación, la estatua fue presentada al Rey Luis XVIII en 1821. Finalmente, el Rey la entregó al Museo del Louvre en París, donde todavía se muestra hoy a la admiración pública. La Afrodita de Milo salió de Grecia el 1 de marzo de 1821, apenas veinte días antes de que la Grecia moderna declarara su independencia del imperio otomano, el 25 de marzo de ese mismo año. Pocos años antes, en 1815, el Museo del Louvre había tenido que devolver a Italia, su lugar original, otra escultura famosa, la llamada Venus de Médici, traída a París por Napoleón Bonaparte y que la restaurada monarquía francesa había devuelto a Italia.
Durante la Segunda Guerra Mundial, la estatua permaneció en el castillo de Valençay. En 1960, una comisión de arqueólogos turcos presentó ante André Malraux una petición en la que reclamaba la devolución de la Venus de Milo. Esta solicitud se basaba en un informe del jurista Ahmed Rechim, quien acusaba a los franceses de haber robado la estatua y decía que esta pertenecía al imperio otomano. Calificaba el descubrimiento de Yórgos como un «incidente» y que solo tres familias conocían la ubicación de los brazos de la Venus, y al final, Ahmed acaba con un mensaje amenazador:

Si Francia devuelve la estatua, Turquía retornará los brazos a su lugar, dotando al mundo de una gran obra en todo su esplendor original; de lo contrario, la Venus de Milo seguirá mostrando sus muñones en el Museo de Louvre.

Malraux declaró la idea como un «chantaje cultural» y se negó a devolverla, aclarando que «la Venus de Milo es tan francesa como la Madelón». Esto ha generado un gran debate entre los historiadores, quienes consideran que pudo haber sido un mensaje con el único fin de presionar a Francia y no la verdad sobre la localización de los brazos de la Venus.

### Grecia durante el Helenismo

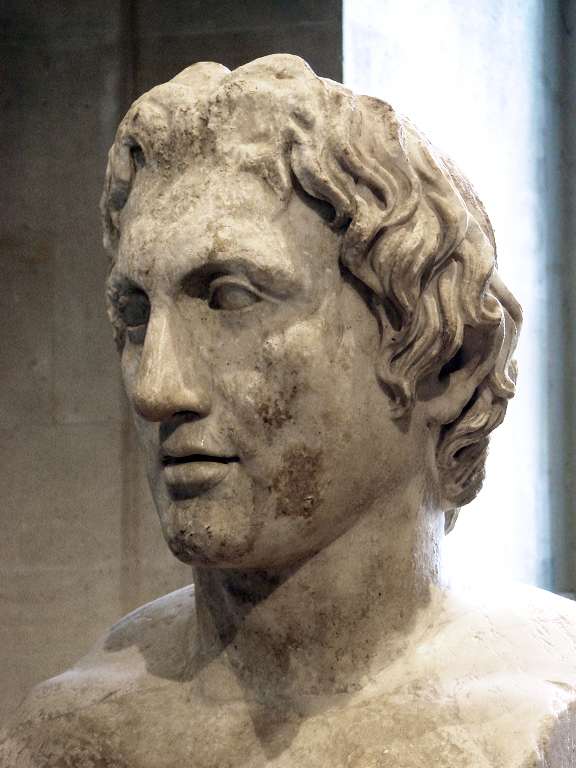
Busto de Alejandro Magno conocido como «Herma de Azara». Copia romana en mármol de un original de Lisipo, c. 330 a. C. (Museo del Louvre).

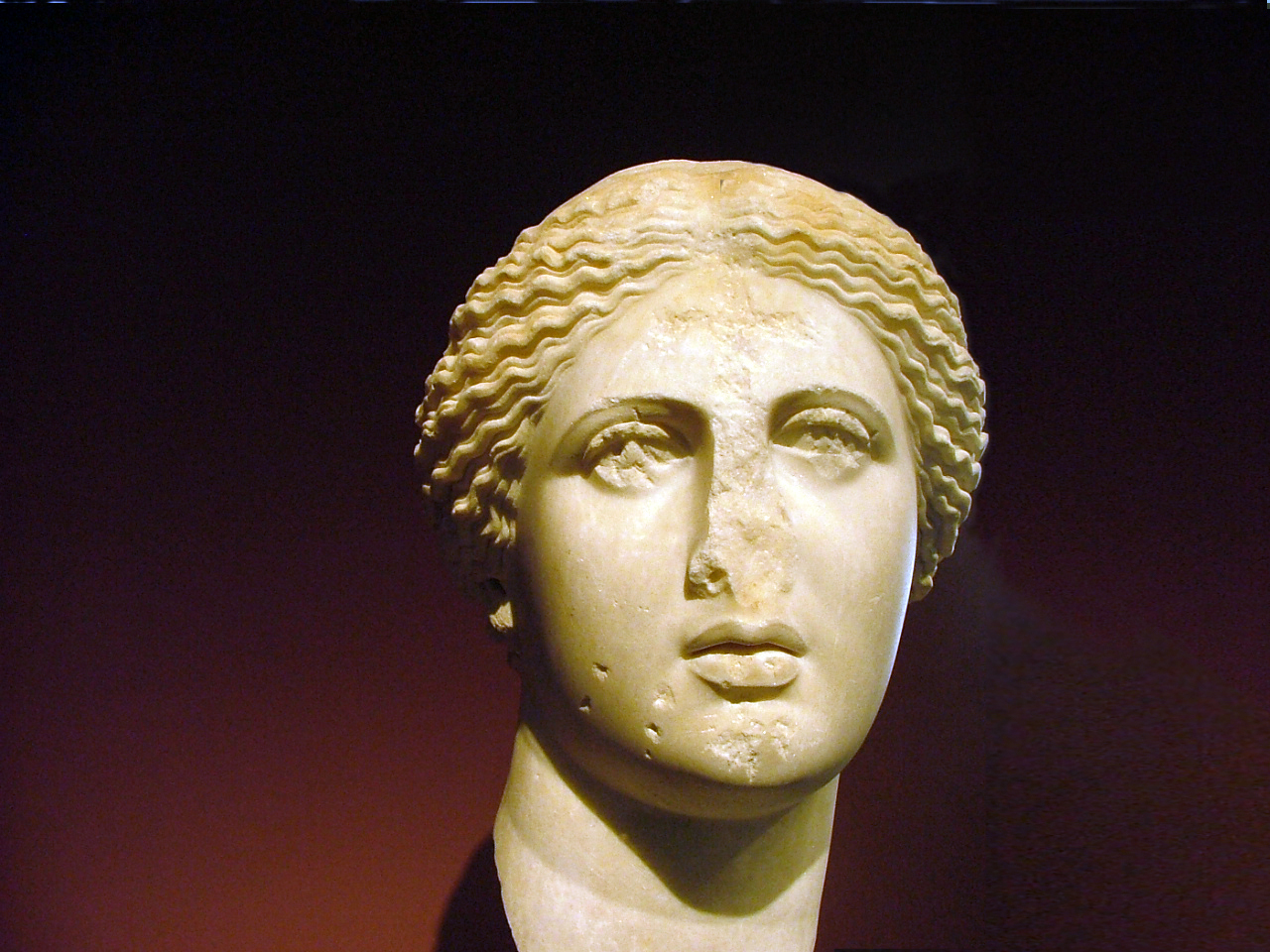
Busto de mármol de Afrodita encontrado en el Ágora de Atenas, cerca de la Torre de los Vientos. Probable réplica de una obra original de Praxíteles, realizada c. 370-360 a. C. (Museo Arqueológico Nacional de Atenas, n.º 1762).

El periodo helenístico o alejandrino es una etapa histórica de la Antigüedad, cuyos límites cronológicos vienen marcados por dos importantes acontecimientos políticos: la muerte de Alejandro Magno (323 a. C.) y el suicidio de la última soberana helenística, Cleopatra VII de Egipto, y su amante Marco Antonio, tras su derrota en la batalla de Actium (30 a. C.). En esta etapa, la herencia de la cultura helénica de la Grecia clásica fue recibida por los propios griegos a través de la hegemonía y supremacía de Macedonia, primero con la persona de Alejandro Magno, y después de su muerte, con los diádocos  (διάδοχοι) o sucesores, los reyes de las tres grandes dinastías: Ptolemaica, Seléucida y Antigónida.
Esta etapa suele ser considerada como un periodo de transición entre el declive de la época clásica griega y el ascenso del poder romano. Sin embargo, el esplendor de ciudades como Alejandría, Antioquía o Pérgamo, la importancia de los cambios económicos, el mestizaje cultural, el papel dominante del idioma griego y su difusión, son factores que modificaron profundamente el Oriente Medio antiguo en esta etapa. Esta herencia cultural será asimilada por el mundo romano, surgiendo así con la fusión de estas dos culturas, lo que se conoce como cultura clásica, fundamento de la civilización occidental. El término helenístico fue utilizado por primera vez por el historiador alemán Johann Gustav Droysen en Geschichte des Hellenismus (1836 y 1843), a partir de un criterio lingüístico y cultural, es decir, la difusión de la cultura propia de las regiones en las que se hablaba el griego (ἑλληνίζειν – hellênizein), o directamente relacionadas con la Hélade, a través del propio idioma, un fenómeno alentado por las clases gobernantes de origen heleno de aquellos territorios que nunca tuvieron relación directa con Grecia, como pudo ser el caso de Egipto, Bactriana o los territorios del Imperio seléucida. Este proceso de helenización de los pueblos orientales y la fusión o asimilación de rasgos culturales orientales y griegos tuvieron continuidad, como se ha mencionado, bajo el Imperio romano.

### Periplo de laVenus de Milo
En el contexto histórico en el que se realiza el hallazgo de la Venus de Milo, Francia se encontraba gobernada por Luis XVIII. Durante este periodo, Selim III y Mahmud II (1808-1839) se encontraban reformando el Imperio Otomano. Su esfuerzo principal iba dedicado a purificar la administración, eliminando la corrupción y el nepotismo. Además crearon unas fuerzas militares totalmente nuevas, llamadas Nizam-i Cedid, cuando los continuos reveses militares demostraron la supremacía europea. Dejaron intactos los antiguos cuerpos, muy hostiles a esta creación, por lo que ambos sultanes se vieron obligados a limitar su número, por eficientes que llegaran a ser.
Durante el reinado de Luis XVIII se formó un nuevo gobierno radical encabezado por el Conde de Villèle que, sin embargo, se mostró luego tan cauteloso como su Rey y, en tanto Luis XVIII vivió, las políticas reaccionarias fueron mantenidas bajo mínimos. Durante esta etapa, en la que se descubrió la Venus, sucedieron gran cantidad de cambios en el mundo, pero sobre todo en Europa, pues, por primera vez, se abolía la Inquisición de manera definitiva por parte de los liberales el 9 de marzo de 1820. Asimismo, el día siguiente, Fernando VII de España juraba respetar la Constitución de Cádiz.
Mientras tanto, en territorio turco, Selim y Mahmud se vieron desviados de su tarea por los continuos peligros militares que tenían frente a sí. Francia se transformó en nación enemiga cuando Napoleón Bonaparte invadió Egipto y Siria en 1798 —razón por la que los turcos sentían aborrecimiento por los franceses. Solo cuando los franceses fueron arrojados de Egipto en 1802, pudieron ser restablecidas las relaciones normales entre ambos países. Rusia y Austria constituían una amenaza constante en los Balcanes, y como resultado de su intervención surgieron revueltas nacionales contra el sultán en Serbia, en 1804, y en Grecia, en 1821, que supusieron temporalmente la autonomía e independencia de ambas.
Las fechas en la que la Venus de Milo pudo ser hallada varían en demasía; algunas fuentes apuntan a que fue el 19 de abril, mientras que otras indican el 8 de este mes. La obra fue adquirida, sin algunos segmentos, por Francia, cuando ya los turcos la habían comprado a Yórgos, pero este se retractó y decidió vendérsela al país europeo. Los turcos calificaron tal acto de atroz durante la dirigencia de Marcellus, y acusaron de conspiradores a Rivière y al propio monarca Luis XVIII. Al mismo tiempo, argumentaban que la estatua era patrimonio turco. Por tal razón, en años posteriores pidieron la devolución de la obra, cosa a la que Francia se negó, en particular el Museo del Louvre.

## Ejecución y autoría
La obra fue creada en algún momento entre los años 130 a. C. y 100 a. C. Se observan en ella las influencias de Praxíteles y Fidias. La composición de Praxíteles se caracterizaba por una línea muy flexible que divide las figuras si se traza en el medio de arriba abajo; todas tienden a estar reclinadas y se usan árboles, drapeados y otros elementos semejantes como apoyo para las figuras de mármol, y se incluyen en el diseño en lugar de ser extraños a él; son las mismas composiciones que usaba Fidias.
La autoría no está clara, porque junto a ella se encontraron otros fragmentos con inscripciones que mencionaban a dos artistas de Antioquía llamados Agesandros y Aleixandros, aunque se desconoce si estos eran los autores de la obra o de otros pedestales colocados más tarde junto a la estatua. Se ha llegado a atribuirla incluso a Scopas, escultor clásico del siglo IV a. C., aunque en ella no se detecta el pathos característico de este autor.

## Análisis de la obra

### Análisis iconográfico

#### Temática

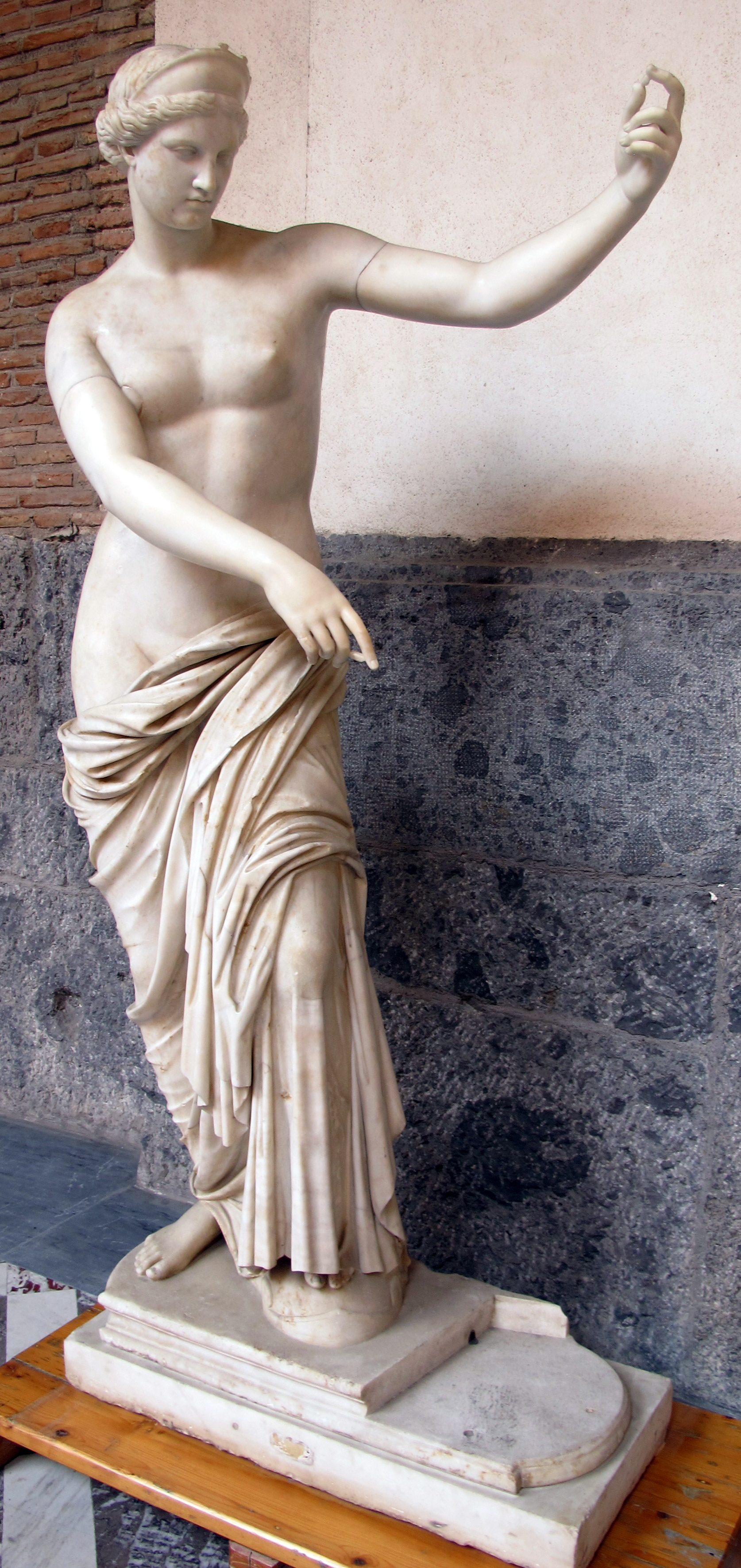
La Venus de Capua, copia romana de un original griego del periodo helenístico, Museo Arqueológico Nacional de Nápoles. El autor de la Venus de Milo pudo haberse inspirado en este modelo.

La religión griega es una religión politeísta, cosa que vendría determinando su arte, tanto arquitectónico como escultórico y pictórico. La carencia de los brazos de la estatua ha sido un elemento que ha dificultado la identificación del personaje representado. La opinión mayoritaria supone que la Venus de Milo representa a Afrodita, diosa de la belleza y del amor, por la sensualidad y femineidad que desprende y por estar semidesnuda. El brazo derecho se piensa que sostenía la túnica justo a nivel de la cadera izquierda en un aparente intento de impedir que esta se resbalara, mientras que el izquierdo quizá sostenía la manzana que se le ofreció en el mítico Juicio de Paris. También se ha supuesto que podría haber estado apoyada sobre un pilar, o sosteniendo una corona, un espejo o un escudo. Otras posibilidades que se han sugerido son que la estatua no representara a Afrodita, sino a Artemisa sosteniendo un arco, a una danaide con un ánfora o a Anfítrite portando un tridente. Esta última era una divinidad especialmente adorada en la isla de Milos.

#### Expresión
Debido a la disposición del cuerpo, según el escritor Antonio Climent Carbó la escultura «transmite una sensación de calma, realismo, naturalismo, tristeza y una sensación táctil muy especial». Un factor muy importante que da lugar a todas esas sensaciones es el pulido que el escultor realizó en la obra, pues se trataba de un pulido muy apurado, con el cual Carbó argumenta que «se evitan las irregularidades y se aumenta el realismo», asimismo, que la sensación de calma es trasmitida por su «postura de pasividad». Sin embargo, Carbó también afirma que el rostro de la escultura transmite tristeza, como si el autor quisiera reflejar en la obra una situación de malestar producida por la lucha por el poder tras la muerte de Alejandro Magno.
La postura de la Venus es descrita como un efecto de realismo, ya que se encuentra medio doblada, dando una imagen de pasividad muy bien reflejada en su rostro y su mirada, que está perdida. No se desarrolla plenamente el sentido frontal, dado que tiene un brazo (aunque se ha perdido) que le cruza ligeramente la silueta y esta se muestra ligeramente escorada hacia la izquierda. Todo ello culmina con la leve inclinación de cabeza hacia el lado izquierdo, que contribuye a dar esa imagen de ruptura de la frontalidad.

### Análisis formal

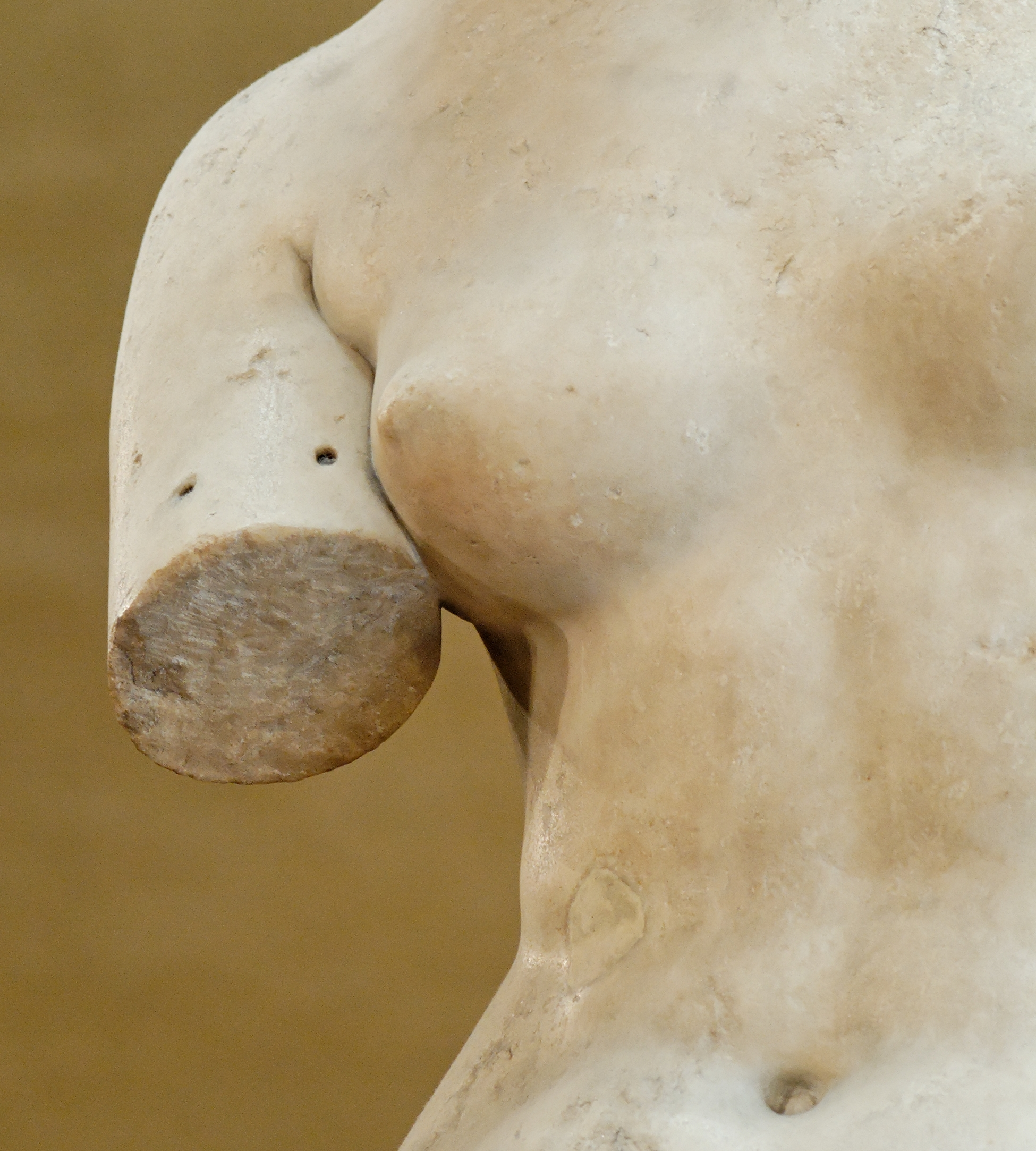
Detalle de una parte de los brazos perdidos de la Venus de Milo.

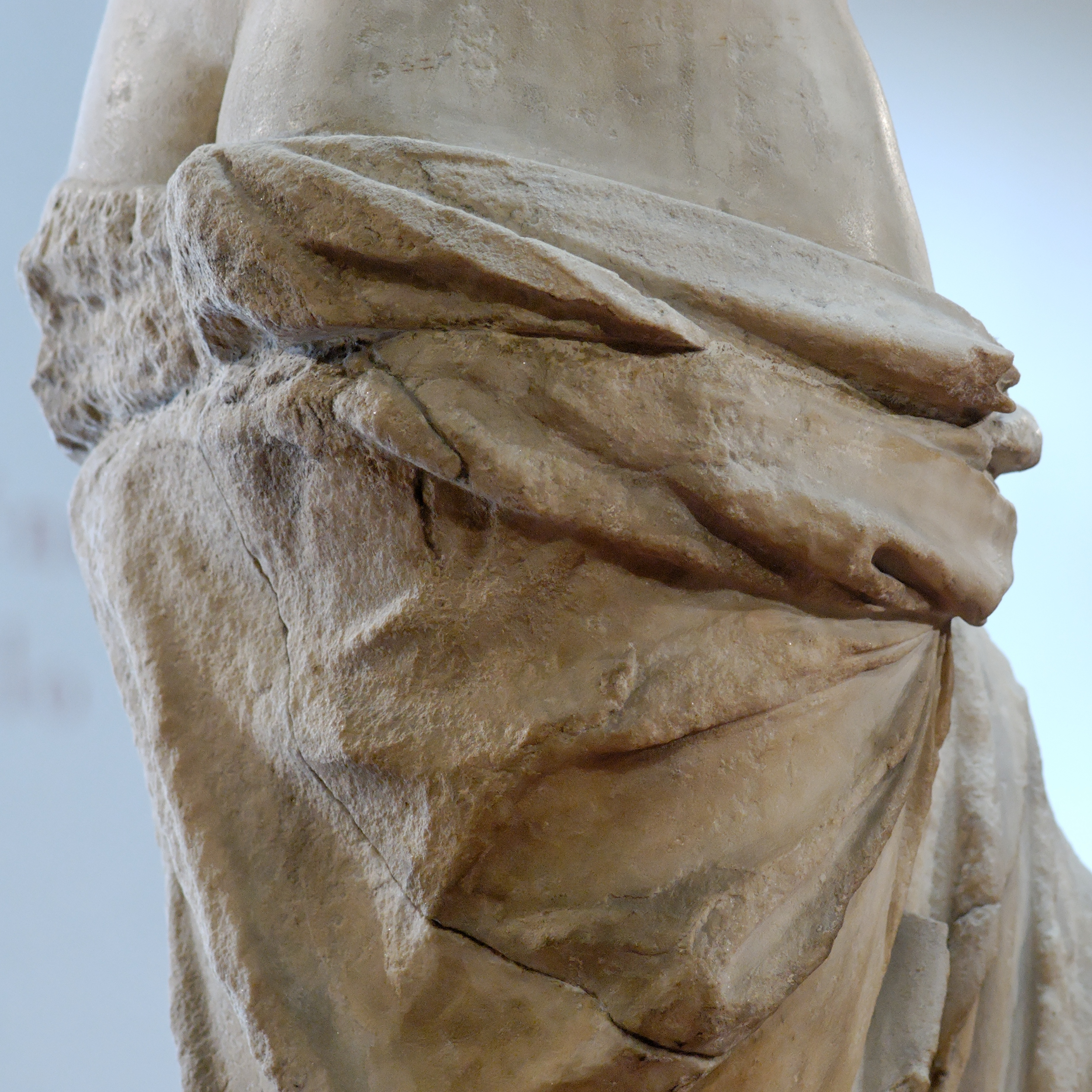
Detalle de la prenda que porta la Venus de Milo.

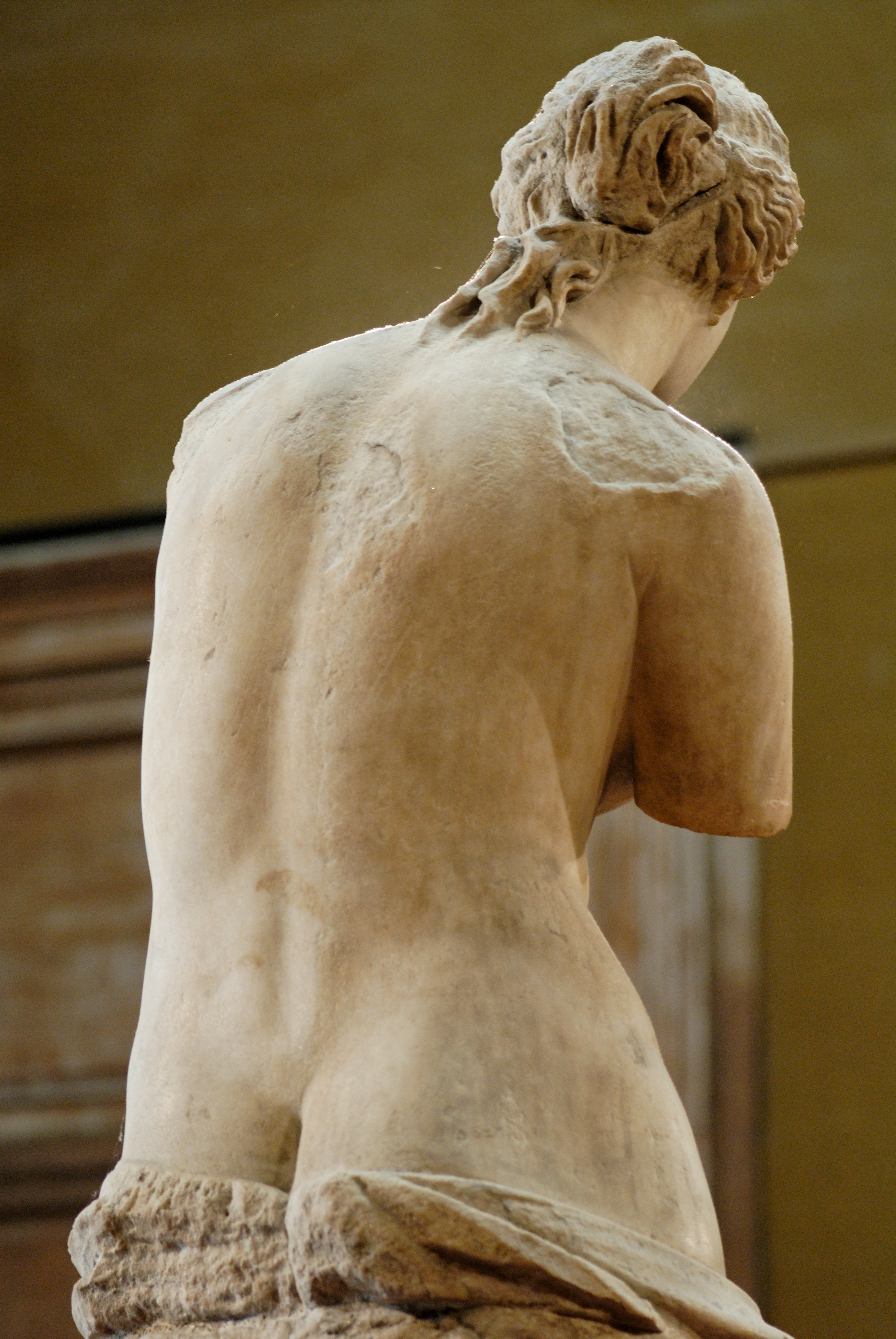
Detalle de la parte trasera —espalda y una parte de los glúteos— de la Venus de Milo.

La Venus de Milo es una escultura tridimensional, ya que, además de tener volumen, puede ser vista desde diferentes perspectivas. Un elemento fundamental que da mayor movimiento a la estatua es el contrapposto, pues de la base parte un desequilibrio que afecta a toda la estatua. La pierna derecha sostiene el cuerpo, dejando libre de esta manera a la pierna izquierda del peso corporal, lo que da una mayor sensación de profundidad. La ruptura de la frontalidad se produce también por la colocación de su brazo izquierdo, aunque ya perdido, que se cruza ligeramente ante la silueta, situando esta hacia la izquierda. Además, la musculatura reflejada en el hombro izquierdo sugiere igualmente que el brazo estaba alzado. Por último, el rostro está situado hacia la izquierda, lo que rompe aún más la frontalidad de la obra.
En cuanto a las líneas, las que aparecen en la escultura son líneas verticales que parten de la cabeza y llegan al pedestal, separando de esta forma las piernas. Asimismo, aparecen líneas secantes, que parten del brazo derecho y se cruzan con la pierna derecha; otra línea parte del brazo izquierdo y se cruza, nuevamente, con la pierna derecha. El cuerpo gira en forma de S, esto es una línea serpentina, la llamada curva praxiteliana, que aumenta el movimiento de la estatua. En cuanto a la luz, sus contrastes son muy destacados, ya que en el cuerpo predomina la claridad, y en los pechos la oscuridad debido al interés del escultor por resaltarlos, ya que estos representan el culto a la fertilidad y al amor. Dado que la luz predomina en la obra, hay una mayor sensación de tranquilidad y serenidad.
El movimiento predomina, dando sensación de realismo, debido a la utilización de la curva praxiteliana por parte del escultor. Hay otros elementos claves en la escultura, como el drapeado; la prenda que cubre la parte inferior de la escultura está realizada con todo detalle; sin embargo, algunas curvas que hay en ella son muy exageradas. Se trata de una Venus púdica, un modelo muy imitado en siglos posteriores. La pose relajada de Venus destaca los rasgos de la belleza formal que se quiere presentar y muestra asimismo una anatomía tranquila y sensual, factores fundamentales para las representaciones de las venus que constituían los cánones de belleza en la época.
Algunas partes de la escultura se han perdido, como los brazos, y existen diversas hipótesis sobre este asunto. El cuerpo de la Venus está perfectamente realizado, pues el escultor talló de forma excepcional los pechos al igual que la zona abdominal, puesto que los escultores creían que, al representar los cuerpos con una mayor perfección, aumentaba la belleza de la escultura. El rostro de la Venus expresa pasividad, ya que está colocado de perfil, y el pelo está realizado de una forma simple, con leve trabajo al trépano, pues aparece recogido.
| Dimensión estudiada | Medida |
| ------------------- | ------ |
| Altura total:       | 211 cm |
| Ancho máximo:       | 36 cm  |
| Profundidad máxima: | 64 cm  |
| Pecho:              | 121 cm |
| Cintura:            | 97 cm  |
| Caderas:            | 129 cm |

## Fama y restauración

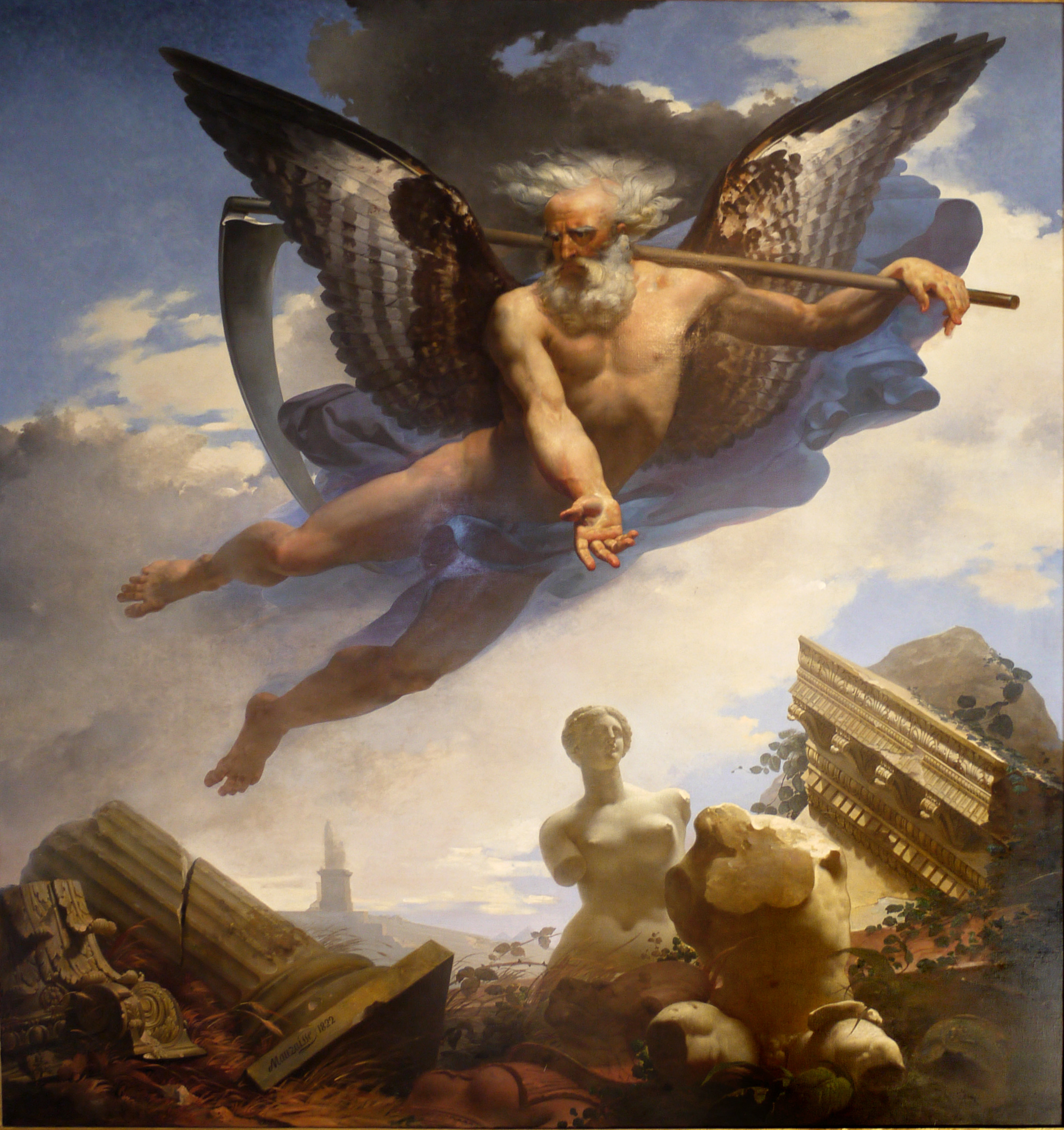
La Venus de Milo aparece representada en muchas obras pictóricas a partir de su descubrimiento, como en El Tiempo mostrando las ruinas que causa y las obras maestras que saca a la luz, obra de Jean Baptiste Mauzaisse (1822), París, Museo del Louvre.

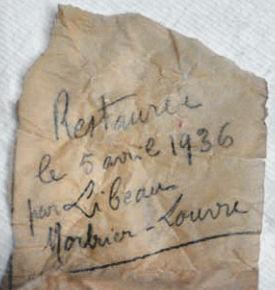
La nota descubierta en 2009/2010 sobre la restauración de 1936.

La gran fama de la estatua en el siglo XIX no era simplemente el resultado de su reconocida belleza, sino también debido en gran parte a un mayor esfuerzo de propaganda por parte de las autoridades francesas. En 1815 Francia había perdido la Venus de Médici, considerada como una de las esculturas clásicas más finas en la historia, que había sido saqueada de Italia por Napoleón Bonaparte. Tras la caída de Napoleón, la Venus medicea había sido devuelta a los italianos. Así que los franceses promovieron conscientemente la Venus de Milo como un tesoro más grande que el que ellos habían perdido recientemente, siendo alabada debidamente por artistas y críticos, que la consideraron como el paradigma de la belleza femenina elegante.
Después de la llegada de la estatua a Francia, se propuso una restauración que debía incluir el completar la nariz, el pie izquierdo y los brazos. Sin embargo, surgieron opiniones en contra de la restauración de los brazos porque se desconocía la posición que podían haber tenido, por lo que el trabajo consistió en añadir un zócalo rectangular, la nariz, el pie izquierdo y el dedo gordo del pie derecho. También se taparon algunos agujeros de la superficie. Es posible que en esta restauración se recortara asimismo el brazo derecho. En 1870, momento del asedio de París por las tropas prusianas, el director del museo del Louvre decidió trasladar la Venus fuera de la ciudad, y para facilitar el traslado se desmontó la estatua. Se aprovechó esta oportunidad para hacer una segunda restauración y limpiarla. Durante un viaje en barco a Japón, en 1964, la estatua sufrió algunos desperfectos debido a que no se había desmontado para el traslado, y algunos marmolistas del Louvre tuvieron que trasladarse urgentemente a Japón para reparar los daños. Entre noviembre de 2009 y abril de 2010 se llevó a cabo una nueva restauración, en la que se eliminaron los añadidos de yeso y se limpió la superficie. Bajo uno de estos añadidos de yeso se descubrió un papel que ponía Restaurée le 5 avril 1936 par Libeau / Marbrier- Louvre. Esta restauración, que no está documentada, quizá incluía la retirada del pie de yeso que había sido añadido en la primera restauración. En julio de 2010, la escultura reapareció en el Museo del Louvre con una nueva ubicación.